# Legie slušnosti
Legie slušnosti (Catholic Legion of Decency , CLOD) byla americká katolická organizace, prosazující přísnou cenzuru ve filmu. Založil ji v roce 1933 arcibiskup John T. McNicholas. Zpočátku sdružovala i řadu protestantů a Židů, ale postupně v ní zůstávali jen katolíci a v 60. letech 20. století se jednalo o čistě katolické sdružení.
V roce 1966 byla přejmenována a postupně včleněna do Konference katolických biskupů USA.
Legie slušnosti byla partnerem při vytváření produkčního kodexu americké unie filmových distributorů, ale měla vlastní kategorizaci filmů, která byla přísnější. Jedním z prvních filmů, který obdržel od této organizace hodnocení C (odmítnuto) hned po jejím založení, byl československý film Extase.

## Kategorizace filmů
Filmy liga členila podle následujícího schématu:
- A: Morally unobjectionable - morálně nezávadné
- B: Morally objectionable in part - částečně morálně závadné
- C: Condemned by the Legion of Decency - odmítnuto Legií slušnosti

- A-I: Přístupné bez omezení
- A-II: Pouze pro dospělé, po zavedení hodnocení A-III přístupné i dospívajícím
- A-III: Pouze pro dospělé
- A-IV: Pro dospělé s výhradami

V roce 1978 byly kategorie B a C spojeny do kategorie O - morálně ofenzivní filmy.